# Terracina
Terracina (latin Tarracina) är en hamnstad och kommun cirka 11 mil sydost om Rom i provinsen Latina i regionen Lazio i Italien. Kommunen hade 45 800 invånare (2018).
Terracina nämns redan 509 f.Kr., men blev inte romersk koloni förrän 329 f.Kr. Staden hade under antiken stor strategisk betydelse med sin hamn, som anlades av kejsar Antoninus Pius. När Via Appia byggdes 312 f.Kr. upplevde staden sin första blomstringsperiod. När kustvägen Via Severiana till staden Ostia byggdes blev hamnen viktigare.
Kejsarna Galba och Domitianus hade bostäder i Terracina.
Under sommaren invaderas Terracina av mestadels italienska turister. Den 5 km långa sandstranden är indelad i både privata och kommunala inrättningar.

## Vänorter
Terracina har följande vänorter:
- Bad Homburg, Tyskland
- Cabourg, Frankrike
- Chur, Schweiz
- Exeter, Storbritannien
- Jūrmala, Lettland
- Mayrhofen, Österrike
- Mondorf-les-Bains, Luxemburg
- Pécs, Ungern